# Slaget vid Gårdstånga
Slaget vid Gårdstånga är ett slag som omtalas på runstenen Forshedastenen i Finnveden i södra Småland och som eventuellt kan ha stått vid Gårdstånga några kilometer nordost om Lund.
Historieskrivaren Saxo Grammaticus berättar i slutet av 1100-talet om krigshändelserna mellan den danske kungen Knut den store, den norske kungen  Olav och den svenske kungen Anund Jakob, vilka ska ha skett under första halvan av 1000-talet, dvs sen vikingatid. Medan Knut satt i England attackerade de två andra kungarna Danmark och Skåne. Olav och Anund Jakob sände sina flottor söderöver och Anund Jakob trängde också personligen med en här in i Skåne.
Bonden Hagen från Stångby i Skåne seglade då till Knut och kungen avseglade genast med sin stora flotta och armé mot Skåne. Här fick han veta att Anund Jakob låg med en stor armé och att samtidigt svearna med sin flotta blockerade Helge å i nordöstra Skåne. Knut landsteg och ”drog då själv mot Anund och sände flottan för att bekämpa dem som låg i ån.” Knut besegrade Anund Jakobs armé i ett stort slag vid ”Stångberg” och lyckades sedan driva bort fienden även från Helge å.
Dessa krigshändelser ska ha inträffat 1025 vilket kan stämma med den ungefärliga dateringen av runstenen. Det var runforskaren Otto von Friesen som i en hypotes kopplade samman runstenen med slaget vid skånska ”Stångberg”. Både Stångby och Gårdstånga ligger strax norr om Lund. Han menade att de tre Forshedamän som omtalas på runstenen deltagit i denna strid och att en av dem, Lifsten, stupat i striden.